# Die verschwundene Frau
Die verschwundene Frau ('de vermiste vrouw') is een Oostenrijkse komische misdaadfilm van Karl Leiter uit 1929. Het is een stomme film met Harry Halm, Iris Arlan en Mary Kid in de hoofdrollen.
De film werd tot 1984 als verloren beschouwd. In 1996 werd hij in zijn geheel gerestaureerd. In de tandartsscène werd Peter Lorre herkend. De figurantenrol van tandartspatiënt was niet genoemd in de begintitels en Lorre had altijd beweerd dat M – Eine Stadt sucht einen Mörder (1931) zijn filmdebuut was.

## Cast
| Acteur                             | Personage                   |
| ---------------------------------- | --------------------------- |
| Harry Halm                         | Adam Bertram                |
| Iris Arlan                         | Eva                         |
| Mary Kid                           | Dr. Med. Hanna Karsten      |
| Peter C. Leska                     | Dr. Fritz Steiner           |
| Reinhold Häussermann               | hoofdinspecteur Alois Hartl |
| Richard Waldemar as Tobias Ameisel |                             |
| Albert Kersten                     |                             |
| Clementine Plessner                |                             |
| Peter Lorre                        | tandartspatiënt             |